# Phare de Middle Bay
Le phare de Middle Bay (en anglais : Middle Bay Light), est un phare de type screw-pile lighthouse situé au large de Mobile dans la Baie de Mobile, dans le comté de Baldwin en Alabama.
Il est inscrit au Registre national des lieux historiques depuis le 30 décembre 1974 sous le n° 74000429.

## Histoire
Le phare sur pilotis a été activée en 1885. En été 1916, la femme du gardien a donné naissance à un bébé à la station. Selon le site Web de l’Alabama Lighthouse Association, le gardien a amené une vache laitière à la station et l’a installé sur une partie du pont inférieur parce que sa femme n’avait pas pu nourrir le nouveau-né. Tous ont dû être évacués lorsque la station a été endommagée par un ouragan cette année-là. La lumière a été automatisée en 1935.
En 1984, le phare a été rénové par la commission du centenaire du phare de la baie en vue de la célébration du centenaire. En 1996, la Garde côtière a prêté la lentille Fresnel originale au Musée du Fort Morgan  pour une exposition publique. En 2002, des efforts de restauration ont été entrepris pour réparer le phare.
En 2003, une station météorologique automatique a été ajoutée au phare et elle est toujours en fonctionnement.

## Description
Le phare  est une  maison hexagonale en bois de 14,5 m de haut, soutenue par une plateforme hexagonale. La maison est blanche et la balise est située sur un mât. Il émet, à une hauteur focale de 15 m, un éclat rouge de 0.6 seconde par période de 6 secondes. Sa portée est de 4 milles nautiques (environ 7,5 km). Il est équipé dune cloche de brouillard émettant une sonnerie toutes les 5 secondes.

## Caractéristiques dufeu maritime
Fréquence :  6 secondes (R)
- Lumière : 0.6 seconde
- Obscurité : 5.4 secondes

Identifiant : ARLHS : USA-505 ; USCG : 4-6490.01 - Admiralty : J3488 .

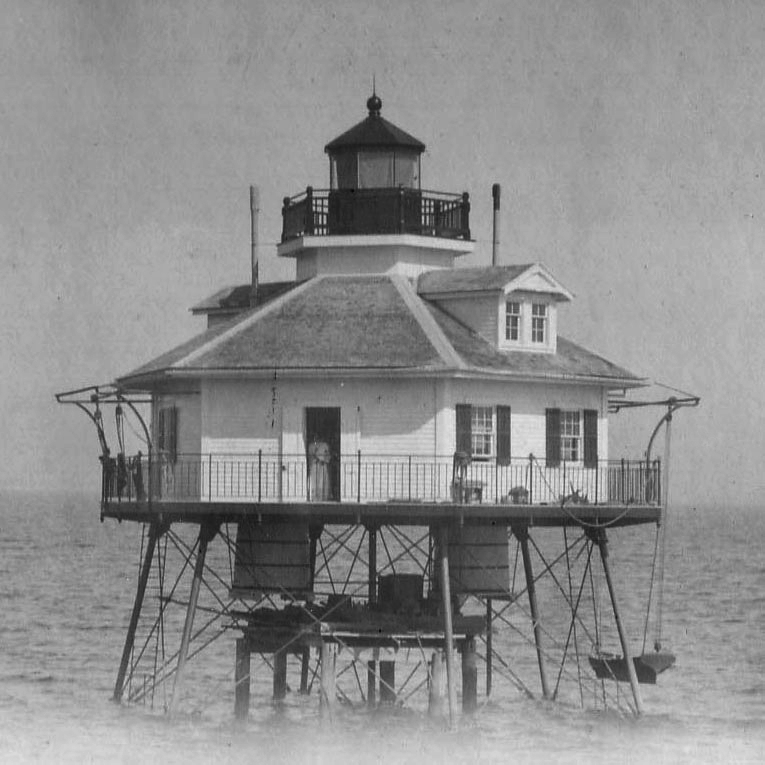
Le phare en 1940
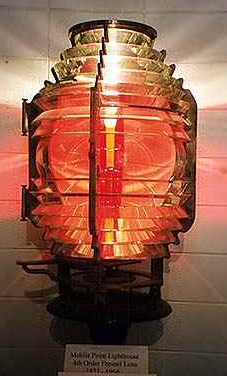
L'ancienne lanterne

### Lien connexe
- Liste des phares en Alabama